# Brett Duval
Brett Duval (1º ottobre 1968) è un ex giocatore di calcio a 5 australiano.
Utilizzato nel ruolo di giocatore di movimento, come massimo riconoscimento in carriera ha la partecipazione con la Nazionale di calcio a 5 dell'Australia al FIFA Futsal World Championship 1992 ad Hong Kong dove i socceroos sono stati eliminati al primo turno, nel girone comprendente Brasile, Belgio e Costa Rica.